# Traisen (folyó)
A Traisen két forrásból ered, az egyik Sankt Aegyd am Neuwaldeban, a másik Türnitzben található. A Traisen a Duna jobb oldali mellékfolyója. Miután a forrástól érkező két ága (a Rechte Traisen és az Unrechte Traisen) találkozik, a vízfolyás keresztülfolyik Türnitzen, Lilienfelden, Traisenen, Wilhelmsburgon és St. Pöltenen. A Dunába Traismauernél torkollik bele. 1997-ben a heves esőzések következtében a partjai mentén fekvő települések jelentős részét elöntötte.

## Part menti települések
- Sankt Aegyd am Neuwalde
- Türnitz
- Lilienfeld
- Traisen
- Wilhelmsburg
- Sankt Pölten
- Traismauer

## Fordítás
Ez a szócikk részben vagy egészben  a   Traisen (river) című angol Wikipédia-szócikk ezen változatának fordításán alapul.  Az eredeti cikk szerkesztőit annak laptörténete sorolja fel. Ez a jelzés csupán a megfogalmazás eredetét és a szerzői jogokat jelzi, nem szolgál a cikkben szereplő információk forrásmegjelöléseként.